# Neuměř

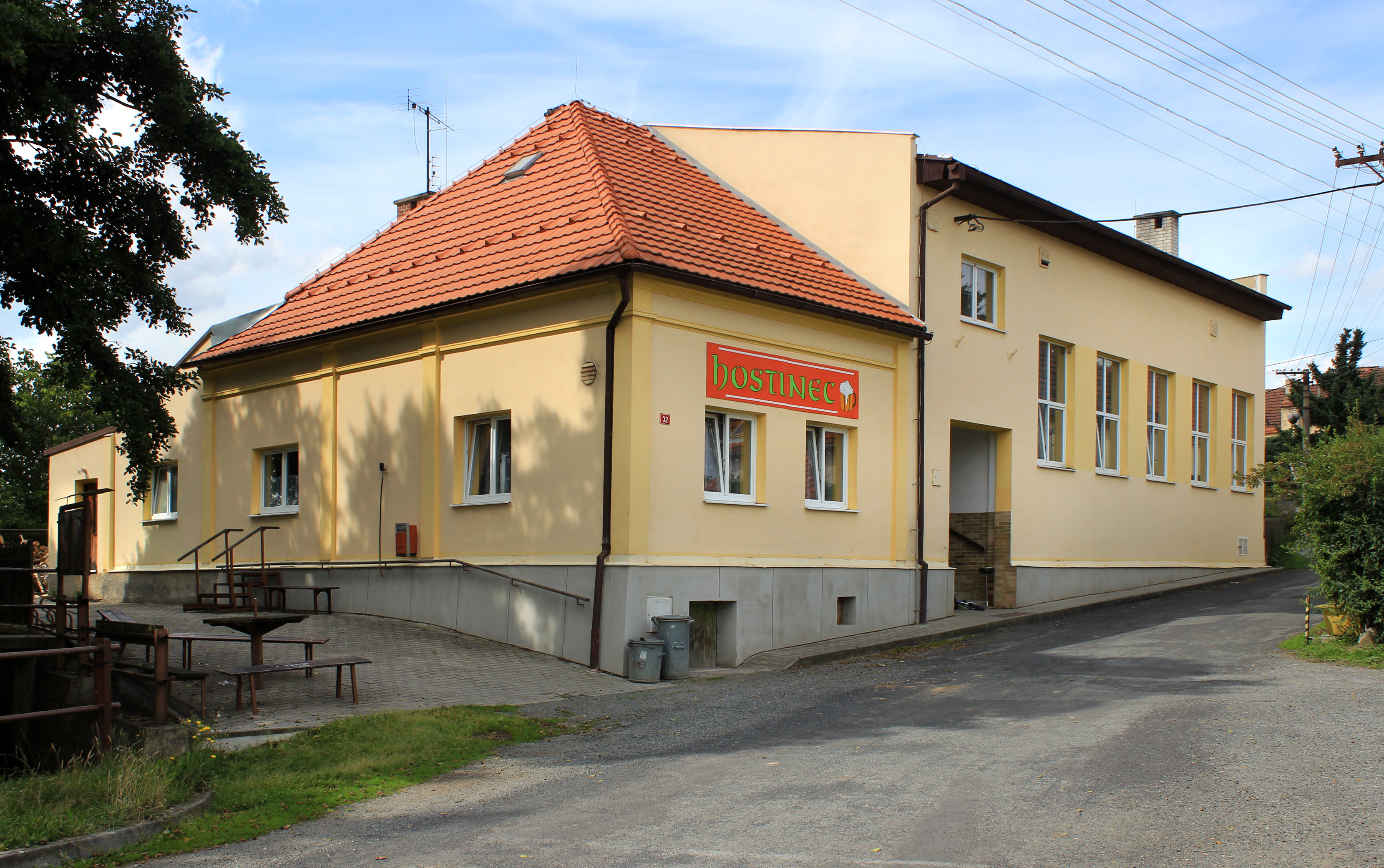
Die Schenke

Neuměř (deutsch Nomirschen, früher Nohomirschen) ist eine Gemeinde in Tschechien. Sie liegt drei Kilometer westlich von Holýšov und gehört zum Okres Plzeň-jih.

## Geographie
Neuměř befindet sich südlich des Horzina-Waldes im Pilsener Hügelland. Durch das Dorf den Ort fließt der Bach Neuměřský potok. Nördlich erhebt sich der Na Plachtě (456 m), im Nordosten die Hořina (Horzina, 404 m), östlich der Trný (516 m), im Südosten der Makový vrch (480 m) sowie nordwestlich der Boušov (Scharaberg, 476 m). Gegen Norden liegt das ehemalige Militärgebiet Holýšov.
Nachbarorte sind Honezovice im Norden, Trubce, Lisov, Hradec und Střelice im Nordosten, Hamerský Mlýn und Holýšov im Osten, Kvíčovice im Südosten, Staňkov I im Süden, Štichov und Čečovice im Südwesten, Bukovec, Šlovice und Nemněnice im Westen sowie Všekary und Hradišťany im Nordwesten.

## Geschichte
Das Dorf Nohoměř wurde nach den Einträgen in den Holýšover Pfarrbüchern vermutlich während der Hussitenkriege oder kurz danach gegründet. Den volkstümlichen Überlieferung nach soll das ursprüngliche Dorf mit 29 Bauernstellen an der Stelle des Hofes Trubce gestanden haben und in den Kriegszeiten erloschen sein.
Die erste schriftliche Erwähnung des Ortes erfolgte am 20. Januar 1518 im Zusammenhang mit der Zerstörung der Kirche und Pfarre. Danach wurde das Dorf der Pfarre Holýšov zugeordnet. Nach der Aufhebung des Pfarramtes Holýšov wurde Nohoměř im Jahre 1650 nach Ves Touškov eingepfarrt. Ab 1843 kam das Dorf wieder zur erneuerten Pfarre Holýšov.
Nach der Aufhebung der Patrimonialherrschaft bildete Nouměř/Nohomirschen ab 1850 einen Ortsteil der Gemeinde Kvíčovice im Klattauer Kreis und Gerichtsbezirk Bischofteinitz. Ab 1868 gehörte Nouměř zum Bezirk Bischofteinitz. Das Dorf lag an der Sprachgrenze war tschechischsprachig. 1921 löste sich Neuměř von Kvíčovice los und bildete eine eigene Gemeinde. Im Jahre 1940 hatte das Dorf 298 Einwohner. 1949 wurde Neuměř dem Okres Stod zugewiesen, seit dessen Aufhebung im Jahre 1960 gehörte das Dorf zum Okres Domažlice. 1963 erfolgte die Eingemeindung nach Kvíčovice und 1984 nach Holýšov. Seit dem 24. November 1990 bildet Neuměř wieder eine Gemeinde. Zum 1. Januar 2021 wechselte die Gemeinde in den Okres Plzeň-jih.

## Gemeindegliederung
Für die Gemeinde Neuměř sind keine Ortsteile ausgewiesen. Zu Neuměř gehört die Einschicht Trubce (Drubitz). 

## Sehenswürdigkeiten
- Kapelle auf dem Dorfplatz, erbaut 1832